# 圆仁
圆仁（794年-864年2月24日），日本高僧，日本天台宗三祖，谥号慈觉大师，入唐八家（最澄、空海、常曉、圆行、圆仁、惠運、圆珍、宗叡）中的一位。

## 生平
生于下野国都贺郡。9岁进入大慈寺修行，15岁进入比叡山延历寺接受最澄的教导。
唐文宗开成三年(838年)，以请益僧身份随最后的一批遣唐使前往中国求法，先到威海半島的赤山法華院唸經，並計劃到天台山旅行，但朝廷的旅行许可没有批下来，在法华院期间，听说著名的天台宗座主志远法师在五台山弘扬天台教义，于是他决定改变初衷就把修行的场所換到五台山。
唐文宗开成五年(840年)3月，圆仁与其徒惟正、惟晓等人离开法华院，法華院院主法清法师亲自把他们送到一百三十华里外的文登县，依依惜别。结束了五臺山的修行，圆仁前往当时世界最大的城市、汇聚最尖端文化的唐朝首都长安旅行。
圆仁一行经青州(今山东益都)、淄州(今淄博市)、齐州(今济南市)、德州、唐州、冀州(今河北冀县)、赵州(今赵县)、镇州，于开成五年六月二日抵达五台山，在志远门下研习天台宗教义。两个月后的八月八日，他离开五台山，经并州(今太原市)、汾州(今山西汾阳)、晋州(今平阳)、蒲州(今永济)、同州(今陕西大荔)于九月十九日旅行至长安，奉敕居住在左街崇仁坊的资圣寺，一住近五载。初拜大兴善寺元政阿闍黎学金刚界大法。
唐武宗会昌元年(841年)，又从青龙寺义真习胎藏界法并蒙灌顶，再随元法寺法全受传仪轨，依醴泉寺宗颖修习止观，实现了多年的求法夙愿。
旅行期间，圆仁撰写了《入唐求法巡礼行记》日记，这是日本历史上最早的正式旅行记，记载了当时唐朝武宗压制佛教的“会昌灭法”事件，具有很高的史料价值，与中国唐朝玄奘的《大唐西域记》和意大利马可波罗的《东方见闻录》并称为世界三大旅行记。
會昌三年(843年)農曆八月初，其弟子惟晓圆寂。
常住長安時，正巧碰上唐武宗會昌滅佛事件(“会昌法难”)，圆仁也深罹其厄。圆仁本人因无唐祠部牒，被“勒令还俗，遽归本国”。他对武宗皇帝异常痛恨，在《入唐求法巡礼行记》中对唐武宗的毁法大加抨击。
会昌五年(845年)六月五日，圆仁假装还俗，离开长安。

## 徒弟
- 惟正，(?-?)
- 惟晓，(?-843年)，會昌三年(843年)農曆八月初圆寂，葬于长安春明门外的镇国寺附近(今西安市东郊皇甫庄一带)。

## 著作
《入唐求法巡礼行记》

## 外部連結
- 山寺觀光協會（页面存档备份，存于）
- 黃清連：〈圓仁與唐代巡檢（页面存档备份，存于）〉。

| 宗教頭銜    | 宗教頭銜       | 宗教頭銜    |
| ----------- | -------------- | ----------- |
| 前任： 圓澄 | 天台座主 第3世 | 繼任： 安慧 |